# Tournoi de tennis US Pro
L'US Pro (US Pro Tennis Championships) est un ancien tournoi de tennis organisé aux États-Unis entre 1927 et 1999.

## Historique
L'US Pro fut organisé la première fois par le joueur professionnel Vincent Richards lorsque le promoteur Charles C. Pyle se désintéressa du projet. Il eut lieu sur les courts de Notlek situé au 119 Street and Riverside Drive, Brooklyn. Les quatre éditions suivantes furent disputées au West Side Tennis Club à Forest Hills dans le quartier du Queens. Les cinq suivantes dans divers clubs à Chicago et à New York.
De 1937 à 1941 un tournoi fut organisé au Greenbrier Golf and Tennis Club, White Sulfur Springs, en Virginie-Occidentale et appelé l'U.S. Open, car il fut ouvert à la fois aux professionnels et aux amateurs. Ces derniers furent rapidement officiellement exclus de toute compétition amateur organisée par l'U.S.L.T.A. (United States Lawn Tennis Association). La première édition de 1937 est considérée par certaines personnes aussi comme l'U.S. Pro (mais pas les éditions suivantes de l'U.S. Open). À partir de 1938, l'U.S. Pro eut lieu à divers endroits et notamment à Chicago ou à Los Angeles puis entre 1946 et 1949, il revint au West Side Tennis Club à Forest Hills.
De 1950 à 1964, le promoteur et ancien joueur professionnel Jack March mit sur pied un tournoi annuel pompeusement appelé "The World Pro Championship" dans divers sites à Cleveland: les éditions 1950 et de 1952 à 1962 furent considérées aussi comme l'U.S. Pro. Entre 1954 et 1962, il fut disputé en indoor à la Cleveland Arena. Après l'édition 1963, de nouveau organisée à Forest Hills, le tournoi s'est durablement installé au Longwood Cricket Club à Chestnut Hill (Massachusetts) dans la banlieue de Boston, de 1964 à 1999 (dernière édition) sauf en 1996 où il n'eut pas lieu.
De 1990 à 1995, le tournoi est organisé en tant qu'exhibition et ne fait pas partie du calendrier de l'ATP.

Tableau sont disponibles 1927 à 1967.

## Palmarès

### Simple
| No       | Date       | Nom et lieu du tournoi         | Catégorie                      | Dotation                       | Surface                        | Vainqueur                      | Finaliste                      | Score                            |                                |
| -------- | ---------- | ------------------------------ | ------------------------------ | ------------------------------ | ------------------------------ | ------------------------------ | ------------------------------ | -------------------------------- | ------------------------------ |
| 1        | 23-09-1927 | , New York                     |                                | NC $                           | Gazon (ext.)                   | Vincent Richards               | Howard Kinsey                  | 11-9, 6-4, 6-3                   |                                |
| 2        | 25-09-1928 | , New York                     |                                | NC $                           | Gazon (ext.)                   | Vincent Richards               | Karel Koželuh                  | 8-6, 6-3, 0-6, 6-2               |                                |
| 3        | 1929       | , New York                     |                                | NC $                           | Gazon (ext.)                   | Karel Koželuh                  | Vincent Richards               | NC                               |                                |
| 4        | 20-09-1930 | , New York                     |                                | NC $                           | Gazon (ext.)                   | Vincent Richards               | Karel Koželuh                  | 2-6, 10-8, 6-3, 6-4              |                                |
| 5        | 10-07-1931 | , New York                     |                                | NC $                           | Gazon (ext.)                   | Bill Tilden                    | Vincent Richards               | 7-5, 6-2, 6-1                    |                                |
| 6        | 1932       | , Chicago                      |                                | NC $                           | Terre (ext.)                   | Karel Koželuh                  | Hans Nüsslein                  | NC                               |                                |
| 7        | 1933       | , Harrison                     |                                | NC $                           | Gazon (ext.)                   | Vincent Richards               | Francis Hunter                 | NC                               |                                |
| 8        | 1934       | , Chicago                      |                                | NC $                           | Terre (ext.)                   | Hans Nüsslein                  | Karel Koželuh                  | NC                               |                                |
| 9        | 11-09-1935 | , New York                     |                                | NC $                           | Terre (ext.)                   | Bill Tilden                    | Karel Koželuh                  | 0-6, 6-1, 6-4, 0-6, 6-4          |                                |
| 10       | 1936       | , New York                     |                                | NC $                           | Terre (ext.)                   | Joe Whalen                     | Charles Wood                   | NC                               |                                |
| 11       | 1937       | , White Sulphur Springs        |                                | NC $                           | Terre (ext.)                   | Karel Koželuh                  | Bruce Barnes                   | NC                               |                                |
| 12       | 27-09-1938 | , Chicago                      |                                | NC $                           | NC                             | Fred Perry                     | Bruce Barnes                   | 6-3, 6-2, 6-4                    |                                |
| 13       | 1939       | , Los Angeles                  |                                | NC $                           | Dur (ext.)                     | Ellsworth Vines                | Fred Perry                     | 8-6, 6-8, 6-1, 20-18             |                                |
| 14       | 01-08-1940 | , Chicago                      |                                | NC $                           | Terre (ext.)                   | Donald Budge                   | Fred Perry                     | 6-3, 5-7, 6-4, 6-3               |                                |
| 15       | 24-05-1941 | , Chicago                      |                                | NC $                           | Terre (ext.)                   | Fred Perry                     | Dick Skeen                     | 6-4, 6-8, 6-2, 6-3               |                                |
| 16       | 04-07-1942 | , New York                     |                                | NC $                           | Gazon (ext.)                   | Donald Budge                   | Bobby Riggs                    | 6-2, 6-2, 6-2                    |                                |
| 17       | 07-10-1943 |                                |                                | NC $                           | Terre (ext.)                   | Bruce Barnes                   | John Nogrady                   | 6-1, 7-9, 7-5, 4-6, 6-3          |                                |
|          | 1944       | Non disputé                    | Non disputé                    | Non disputé                    | Non disputé                    | Non disputé                    | Non disputé                    | Non disputé                      | Non disputé                    |
| 18       | 01-07-1945 | , New York                     |                                | NC $                           | Terre (ext.)                   | Welby Van Horn                 | John Nogrady                   | NC                               |                                |
| 19       | 07-07-1946 | , New York                     |                                | NC $                           | Gazon (ext.)                   | Bobby Riggs                    | Donald Budge                   | 6-3, 6-1, 6-1                    |                                |
| 20       | 16-06-1947 | , New York                     |                                | NC $                           | Gazon (ext.)                   | Bobby Riggs                    | Donald Budge                   | 3-6, 6-3, 10-8, 4-6, 6-3         |                                |
| 21       | 12-06-1948 | , New York                     |                                | NC $                           | Gazon (ext.)                   | Jack Kramer                    | Bobby Riggs                    | 14-12, 6-2, 3-6, 6-3             |                                |
| 22       | 20-06-1949 | , New York                     |                                | NC $                           | Gazon (ext.)                   | Bobby Riggs                    | Donald Budge                   | 9-7, 3-6, 6-3, 7-5               |                                |
| 23       | 1950       | , Cleveland                    |                                | NC $                           | Terre (int.)                   | Pancho Segura                  | Frank Kovacs                   | 6-4, 1-6, 8-6, 4-4, ab.          |                                |
| 24       | 1951       | , Cleveland                    |                                | NC $                           | Gazon (ext.)                   | Pancho Segura                  | Pancho Gonzales                | NC                               |                                |
| 25       | 1952       | , New York                     |                                | NC $                           | NC                             | Pancho Segura                  | Pancho Gonzales                | NC                               |                                |
| 26       | 1953       | , Cleveland                    |                                | NC $                           | NC                             | Pancho Gonzales                | Donald Budge                   | NC                               |                                |
| 27       | 1954       | , Cleveland                    |                                | NC $                           | Dur (int.)                     | Pancho Gonzales                | Frank Sedgman                  | NC                               |                                |
| 28       | 02-04-1955 | , Cleveland                    |                                | NC $                           | Dur (int.)                     | Pancho Gonzales                | Pancho Segura                  | 21-16, 19-21, 21-8, 20-22, 21-19 |                                |
| 29       | 07-04-1956 | , Cleveland                    |                                | NC $                           | Dur (int.)                     | Pancho Gonzales                | Pancho Segura                  | 21-15, 13-21, 21-14, 22-20       |                                |
| 30       | 12-04-1957 | , Cleveland                    |                                | NC $                           | Dur (int.)                     | Pancho Gonzales                | Pancho Segura                  | 6-3, 3-6, 7-5                    |                                |
| 31       | 05-05-1958 | , Cleveland                    |                                | NC $                           | Dur (int.)                     | Pancho Gonzales                | Lew Hoad                       | 3-6, 4-6, 14-12, 6-1, 6-4        |                                |
| 32       | 26-04-1959 | , Cleveland                    |                                | NC $                           | Dur (int.)                     | Pancho Gonzales                | Lew Hoad                       | 6-4, 6-2, 6-4                    |                                |
| 33       | 29-05-1960 | , Cleveland                    |                                | NC $                           | Dur (int.)                     | Alex Olmedo                    | Tony Trabert                   | 7-5, 6-4                         |                                |
| 34       | 03-05-1961 | , Cleveland                    |                                | NC $                           | Dur (int.)                     | Pancho Gonzales                | Frank Sedgman                  | 6-3, 7-5                         |                                |
| 35       | 1962       | , Cleveland                    |                                | NC $                           | Dur (int.)                     | Butch Buchholz                 | Pancho Segura                  | NC                               |                                |
| 36       | 1963       | , New York                     |                                | NC $                           | Gazon (ext.)                   | Ken Rosewall                   | Rod Laver                      | NC                               |                                |
| 37       | 1964       | , Boston                       |                                | NC $                           | Gazon (ext.)                   | Rod Laver                      | Pancho Gonzales                | NC                               |                                |
| 38       | 1965       | , Boston                       |                                | NC $                           | Gazon (ext.)                   | Ken Rosewall                   | Rod Laver                      | NC                               |                                |
| 39       | 1966       | , Boston                       |                                | NC $                           | Gazon (ext.)                   | Rod Laver                      | Ken Rosewall                   | NC                               |                                |
| 40       | 11-07-1967 | , Boston                       |                                | NC $                           | Gazon (ext.)                   | Rod Laver                      | Andrés Gimeno                  | 4-6, 6-4, 6-3, 7-5               |                                |
| Ère Open |            |                                |                                |                                |                                |                                |                                |                                  |                                |
| 41       | 12-06-1968 | , Boston                       |                                | NC $                           | Gazon (ext.)                   | Rod Laver                      | John Newcombe                  | 6-4, 6-4, 9-7                    |                                |
| 42       | 15-07-1969 | , Boston                       |                                | NC $                           | Dur (ext.)                     | Rod Laver                      | John Newcombe                  | 7-5, 6-2, 4-6, 6-1               |                                |
| 43       | 10-08-1970 | , Boston                       | Championship Series            | NC $                           | Dur (ext.)                     | Tony Roche                     | Rod Laver                      | 3-6, 6-4, 1-6, 6-2, 6-2          |                                |
| 44       | 09-08-1971 | , Boston                       | Championship Series            | NC $                           | Dur (ext.)                     | Ken Rosewall                   | Cliff Drysdale                 | 6-4, 6-3, 6-0                    |                                |
| 45       | 07-08-1972 | , Boston                       | Championship Series            | NC $                           | Dur (ext.)                     | Robert Lutz                    | Tom Okker                      | 6-4, 2-6, 6-4, 6-4               |                                |
| 46       | 16-07-1973 | , Boston                       | Championship Series            | NC $                           | Dur (ext.)                     | Jimmy Connors                  | Arthur Ashe                    | 6-3, 4-6, 6-4, 3-6, 6-2          |                                |
| 47       | 19-08-1974 | , Boston                       | Championship Series            | NC $                           | Terre (ext.)                   | Björn Borg                     | Tom Okker                      | 7-6, 6-1, 6-1                    |                                |
| 48       | 25-08-1975 | , Boston                       | Championship Series            | NC $                           | Terre (ext.)                   | Björn Borg                     | Guillermo Vilas                | 6-3, 6-4, 6-2                    |                                |
| 49       | 23-08-1976 | , Boston                       | Championship Series            | 125 000 $                      | Terre (ext.)                   | Björn Borg                     | Harold Solomon                 | 6-7, 6-4, 6-1, 6-2               |                                |
| 50       | 22-08-1977 | , Boston                       | Championship Series            | 175 000 $                      | Terre (ext.)                   | Manuel Orantes                 | Eddie Dibbs                    | 7-6, 7-5, 6-4                    |                                |
| 51       | 21-08-1978 | , Boston                       |                                | 200 000 $                      | Terre (ext.)                   | Manuel Orantes                 | Harold Solomon                 | 6-4, 6-3                         |                                |
| 52       | 20-08-1979 | , Boston                       |                                | 175 000 $                      | Terre (ext.)                   | José Higueras                  | Hans Gildemeister              | 6-3, 6-1                         |                                |
| 53       | 14-07-1980 | , Boston                       |                                | 175 000 $                      | Terre (ext.)                   | Eddie Dibbs                    | Gene Mayer                     | 6-2, 6-1                         |                                |
| 54       | 13-07-1981 | , Boston                       |                                | 175 000 $                      | Terre (ext.)                   | José Luis Clerc                | Hans Gildemeister              | 0-6, 6-2, 6-2                    |                                |
| 55       | 12-07-1982 | , Boston                       |                                | 200 000 $                      | Terre (ext.)                   | Guillermo Vilas                | Mel Purcell                    | 6-4, 6-0                         |                                |
| 56       | 11-07-1983 | , Boston                       |                                | 200 000 $                      | Terre (ext.)                   | José Luis Clerc                | Jimmy Arias                    | 6-3, 6-1                         |                                |
| 57       | 16-07-1984 | , Boston                       |                                | 200 000 $                      | Terre (ext.)                   | Aaron Krickstein               | José Luis Clerc                | 7-6, 3-6, 6-4                    |                                |
| 58       | 08-07-1985 | , Boston                       |                                | 210 000 $                      | Terre (ext.)                   | Mats Wilander                  | Martín Jaite                   | 6-2, 6-4                         | Tableau                        |
| 59       | 21-07-1986 | US Pro, Boston                 |                                | 220 000 $                      | Terre (ext.)                   | Andrés Gómez                   | Martín Jaite                   | 7-5, 6-4                         |                                |
| 60       | 06-07-1987 | , Boston                       |                                | 232 000 $                      | Terre (ext.)                   | Mats Wilander                  | Kent Carlsson                  | 7-6, 6-1                         | Tableau                        |
| 61       | 04-07-1988 | , Boston                       |                                | 297 500 $                      | Terre (ext.)                   | Thomas Muster                  | Lawson Duncan                  | 6-2, 6-2                         |                                |
| 62       | 10-07-1989 | , Boston                       |                                | 297 500 $                      | Terre (ext.)                   | Andrés Gómez                   | Mats Wilander                  | 6-1, 6-4                         |                                |
| 63       | 30-07-1990 | , Boston                       | Non-ATP                        | NC $                           | NC                             | Martín Jaite                   | Libor Nemecek                  | 7-5, 6-2                         |                                |
| 64       | 29-07-1991 | , Boston                       | Non-ATP                        | NC $                           | NC                             | Andrés Gómez                   | Andreï Cherkasov               | 7-5, 6-4                         |                                |
| 65       | 27-07-1992 | , Boston                       | Non-ATP                        | NC $                           | NC                             | Ivan Lendl                     | Richey Reneberg                | 6-3, 6-3                         |                                |
| 66       | 13-07-1993 | , Boston                       | Non-ATP                        | NC $                           | NC                             | Ivan Lendl                     | Todd Martin                    | 5-7, 6-3, 7-6                    |                                |
| 67       | 12-07-1994 | , Boston                       | Non-ATP                        | NC $                           | NC                             | Ivan Lendl                     | MaliVai Washington             | 7-5, 7-6                         |                                |
|          | 1995       | Interrompu pour cause de pluie | Interrompu pour cause de pluie | Interrompu pour cause de pluie | Interrompu pour cause de pluie | Interrompu pour cause de pluie | Interrompu pour cause de pluie | Interrompu pour cause de pluie   | Interrompu pour cause de pluie |
|          | 1996       | Non disputé                    | Non disputé                    | Non disputé                    | Non disputé                    | Non disputé                    | Non disputé                    | Non disputé                      | Non disputé                    |
| 68       | 18-08-1997 | US Pro Championships, Boston   | World Series                   | 303 000 $                      | Dur (ext.)                     | Sjeng Schalken                 | Marcelo Ríos                   | 7-5, 6-3                         |                                |
| 69       | 24-08-1998 | MFS Pro Championships, Boston  | Int' Series                    | 315 000 $                      | Dur (ext.)                     | Michael Chang                  | Paul Haarhuis                  | 6-3, 6-4                         |                                |
| 70       | 23-08-1999 | MFS Pro Championships, Boston  | Int' Series                    | 325 000 $                      | Dur (ext.)                     | Marat Safin                    | Greg Rusedski                  | 6-4, 7-611                       |                                |

### Double
| No | Date       | Nom et lieu du tournoi         | Catégorie                      | Dotation                       | Surface                        | Vainqueurs                       | Finalistes                         | Score                          |                                |
| -- | ---------- | ------------------------------ | ------------------------------ | ------------------------------ | ------------------------------ | -------------------------------- | ---------------------------------- | ------------------------------ | ------------------------------ |
| 1  | 10-08-1970 | , Boston                       | Championship Series            | NC $                           | Dur (ext.)                     | Roy Emerson Rod Laver            | Ismail El Shafei Torben Ulrich     | 6-1, 7-6                       |                                |
| 2  | 09-08-1971 | , Boston                       | Championship Series            | NC $                           | Dur (ext.)                     | Roy Emerson Rod Laver            | Tom Okker Marty Riessen            | 6-4, 6-4                       |                                |
| 3  | 07-08-1972 | , Boston                       | Championship Series            | NC $                           | Dur (ext.)                     | John Newcombe Tony Roche         | Arthur Ashe Robert Lutz            | 6-3, 1-6, 7-6                  |                                |
| 4  | 16-07-1973 | , Boston                       | Championship Series            | NC $                           | Dur (ext.)                     |                                  |                                    | NC                             |                                |
| 5  | 19-08-1974 | , Boston                       | Championship Series            | NC $                           | Terre (ext.)                   | Robert Lutz Stan Smith           | Hans-Jürgen Pohmann Marty Riessen  | 3-6, 6-4, 6-3                  |                                |
| 6  | 25-08-1975 | , Boston                       | Championship Series            | NC $                           | Terre (ext.)                   | Brian Gottfried Raúl Ramírez     | John Andrews Mike Estep            | 4-6, 6-3, 7-6                  |                                |
| 7  | 23-08-1976 | , Boston                       | Championship Series            | 125 000 $                      | Terre (ext.)                   | Ray Ruffels Allan Stone          | Mike Cahill John Whitlinger        | 3-6, 6-3, 7-6                  |                                |
| 8  | 22-08-1977 | , Boston                       | Championship Series            | 175 000 $                      | Terre (ext.)                   | Robert Lutz Stan Smith           | Brian Gottfried Bob Hewitt         | 6-3, 6-4                       |                                |
| 9  | 21-08-1978 | , Boston                       |                                | 200 000 $                      | Terre (ext.)                   | Víctor Pecci Balázs Taróczy      | Heinz Günthardt Van Winitsky       | 6-3, 3-6, 6-1                  |                                |
| 10 | 20-08-1979 | , Boston                       |                                | 175 000 $                      | Terre (ext.)                   | Heinz Günthardt Pavel Složil     | Syd Ball Kim Warwick               | 7-6, 7-6                       |                                |
| 11 | 14-07-1980 | , Boston                       |                                | 175 000 $                      | Terre (ext.)                   | Gene Mayer Sandy Mayer           | Hans Gildemeister Andrés Gómez     | 1-6, 6-4, 6-4                  |                                |
| 12 | 13-07-1981 | , Boston                       |                                | 175 000 $                      | Terre (ext.)                   | Raúl Ramírez Pavel Složil        | Hans Gildemeister Andrés Gómez     | 6-4, 7-6                       |                                |
| 13 | 12-07-1982 | , Boston                       |                                | 200 000 $                      | Terre (ext.)                   | Steve Meister Craig Wittus       | Freddie Sauer Schalk van der Merwe | 6-2, 6-3                       |                                |
| 14 | 11-07-1983 | , Boston                       |                                | 200 000 $                      | Terre (ext.)                   | Mark Dickson Cássio Motta        | Hans Gildemeister Belus Prajoux    | 7-5, 6-3                       |                                |
| 15 | 16-07-1984 | , Boston                       |                                | 200 000 $                      | Terre (ext.)                   | Ken Flach Robert Seguso          | Gary Donnelly Ernie Fernandez      | 6-4, 6-4                       |                                |
| 16 | 08-07-1985 | , Boston                       |                                | 210 000 $                      | Terre (ext.)                   | Libor Pimek Slobodan Živojinović | Peter McNamara Paul McNamee        | 2-6, 6-4, 7-6                  | Tableau                        |
| 17 | 21-07-1986 | US Pro, Boston                 |                                | 220 000 $                      | Terre (ext.)                   | Hans Gildemeister Andrés Gómez   | Dan Cassidy Mel Purcell            | 4-6, 7-5, 6-0                  |                                |
| 18 | 06-07-1987 | , Boston                       |                                | 232 000 $                      | Terre (ext.)                   | Hans Gildemeister Andrés Gómez   | Joakim Nyström Mats Wilander       | 7-6, 3-6, 6-1                  | Tableau                        |
| 19 | 04-07-1988 | , Boston                       |                                | 297 500 $                      | Terre (ext.)                   | Jorge Lozano Todd Witsken        | Bruno Orešar Jaime Yzaga           | 6-2, 7-5                       |                                |
| 20 | 10-07-1989 | , Boston                       |                                | 297 500 $                      | Terre (ext.)                   | Andrés Gómez Alberto Mancini     | Todd Nelson Phillip Williamson     | 7-6, 6-2                       |                                |
| 21 | 30-07-1990 | , Boston                       | Non-ATP                        | NC $                           | NC                             |                                  |                                    | NC                             |                                |
| 22 | 29-07-1991 | , Boston                       | Non-ATP                        | NC $                           | NC                             |                                  |                                    | NC                             |                                |
| 23 | 27-07-1992 | , Boston                       | Non-ATP                        | NC $                           | NC                             |                                  |                                    | NC                             |                                |
| 24 | 13-07-1993 | , Boston                       | Non-ATP                        | NC $                           | NC                             |                                  |                                    | NC                             |                                |
| 25 | 12-07-1994 | , Boston                       | Non-ATP                        | NC $                           | NC                             |                                  |                                    | NC                             |                                |
|    | 1995       | Interrompu pour cause de pluie | Interrompu pour cause de pluie | Interrompu pour cause de pluie | Interrompu pour cause de pluie | Interrompu pour cause de pluie   | Interrompu pour cause de pluie     | Interrompu pour cause de pluie | Interrompu pour cause de pluie |
|    | 1996       | Non disputé                    | Non disputé                    | Non disputé                    | Non disputé                    | Non disputé                      | Non disputé                        | Non disputé                    | Non disputé                    |
| 26 | 18-08-1997 | US Pro Championships, Boston   | World Series                   | 303 000 $                      | Dur (ext.)                     | Jacco Eltingh Paul Haarhuis      | Dave Randall Jack Waite            | 6-4, 6-2                       |                                |
| 27 | 24-08-1998 | MFS Pro Championships, Boston  | Int' Series                    | 315 000 $                      | Dur (ext.)                     | Jacco Eltingh Paul Haarhuis      | Chris Haggard Jack Waite           | 6-3, 6-2                       |                                |
| 28 | 23-08-1999 | MFS Pro Championships, Boston  | Int' Series                    | 325 000 $                      | Dur (ext.)                     | Guillermo Cañas Martín García    | Marius Barnard T.J. Middleton      | 5-7, 7-62, 6-3                 |                                |